# Bundesschatzministerium

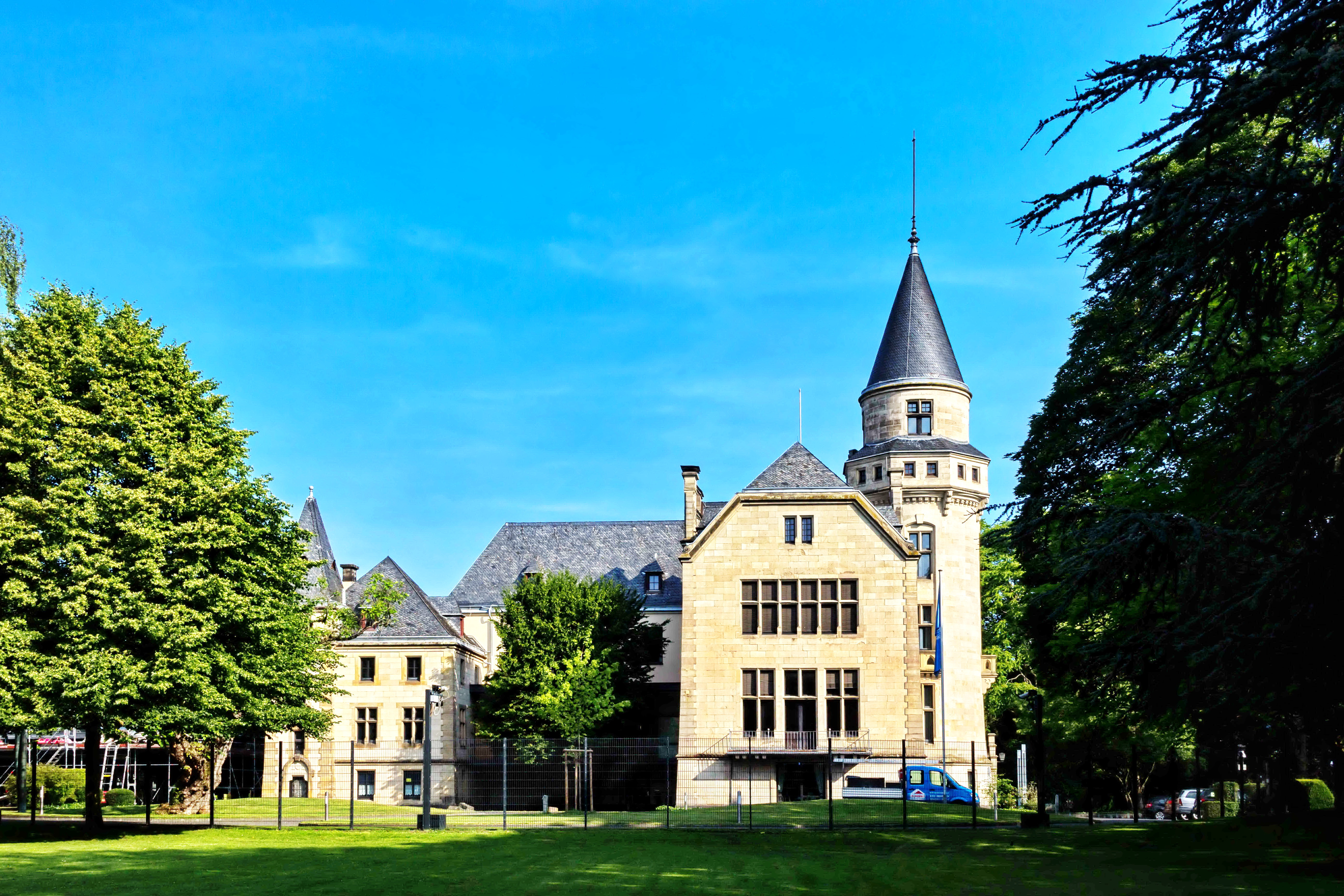
Haus Carstanjen, Sitz des Bundesschatzministeriums

Das Bundesschatzministerium war ein Ministerium der Bundesrepublik Deutschland und wurde 1949 als Bundesministerium für Angelegenheiten des Marshallplanes gegründet. Dieser Name wurde gewählt, weil seine Aufgabe zunächst darin bestand, Angelegenheiten in Bezug auf das European Recovery Program zu regeln, das umgangssprachlich als Marshallplan bezeichnet wurde. In diesem Zusammenhang sollte es insbesondere mit der OEEC (Vorgängerorganisation der heutigen OECD) zusammenarbeiten. Nach Auslaufen des Marshallplans wurde es 1953 im Zuge der Bildung des zweiten Bundeskabinetts in Bundesministerium für wirtschaftliche Zusammenarbeit (nicht zu verwechseln mit dem heutigen Bundesministerium für wirtschaftliche Zusammenarbeit und Entwicklung) umbenannt. Auch wenn nun keine Mittel mehr aus dem European Recovery Program zur Verfügung standen, war seine Aufgabe weiterhin der Wiederaufbau im kriegszerstörten Europa.
1957 erfolgte eine erneute Namensänderung in Bundesministerium für wirtschaftlichen Besitz des Bundes. Beim Amtsantritt von Minister Lenz 1961 erhielt es seine letzte Bezeichnung als Bundesschatzministerium. 1969 wurde es aufgehoben. Der Sitz des Ministeriums war durchgängig das Haus Carstanjen in Bad Godesberg.
Die Zuständigkeiten wechselten mehrfach. Die größte Zäsur hat es offenbar mit Beginn des Kabinetts Adenauer III gegeben (Übernahme der Zuständigkeit für Liegenschaften und Bauwesen in der Amtszeit von Bundesminister Hermann Lindrath). Während der Amtszeit des Bundesministers Werner Dollinger war es insbesondere für folgende Aufgaben zuständig:
- das ERP-Sondervermögen,
- die Liegenschaften des Bundes (nachgeordnete Bereiche: Bundesvermögensverwaltung einschließlich Bundesforstverwaltung),
- das industrielle Bundesvermögen (soweit nicht andere Ressorts zuständig waren),
- das Sondervermögen Lastenausgleichsfonds,
- die Anteile des Bundes an internationalen Organisationen,
- Darlehensforderungen des Bundes in Milliardenhöhe, z. B. gegenüber Wohnungsbauunternehmen,
- Kulturgut, insbesondere Kunstwerke aus ehemaligem Reichseigentum,
- seit 1957 die Bundesbauverwaltung (nachgeordnete Behörde: Bundesbaudirektion); allerdings wurde die baufachliche Sachleitung für Verteidigungsaufgaben mit Kabinettsbeschluss vom 20. September 1961 dem Bundesverteidigungsministerium übertragen.[2]

Seine Aufgaben wurden 1969 teils auf das Bundesfinanzministerium, teils auf das Bundeswirtschaftsministerium übertragen. Die Bauaufgaben gingen 1972 vom BMF auf das Bundesbauministerium über.

## Bundesminister (1949 bis 1969)
| Nr.                                                       | Name                                                  | Lebensdaten                                           | Partei                                                | Beginn der Amtszeit                                   | Ende der Amtszeit                                     |
| Bundesminister für Angelegenheiten des Marshallplanes     | Bundesminister für Angelegenheiten des Marshallplanes | Bundesminister für Angelegenheiten des Marshallplanes | Bundesminister für Angelegenheiten des Marshallplanes | Bundesminister für Angelegenheiten des Marshallplanes | Bundesminister für Angelegenheiten des Marshallplanes |
| --------------------------------------------------------- | ----------------------------------------------------- | ----------------------------------------------------- | ----------------------------------------------------- | ----------------------------------------------------- | ----------------------------------------------------- |
| 1                                                         | Franz Blücher                                         | 1896–1959                                             | FDP                                                   | 20. September 1949                                    | 20. Oktober 1953                                      |
| 1                                                         | Bundesminister für wirtschaftliche Zusammenarbeit     |                                                       |                                                       |                                                       |                                                       |
| 1                                                         | Franz Blücher                                         | 1896–1959                                             | FDP (bis 1956) FVP/DP (ab 1956)                       | 20. Oktober 1953                                      | 29. Oktober 1957                                      |
| Bundesminister für den wirtschaftlichen Besitz des Bundes |                                                       |                                                       |                                                       |                                                       |                                                       |
| 2                                                         | Hermann Lindrath                                      | 1896–1960                                             | CDU                                                   | 29. Oktober 1957                                      | 27. Februar 1960                                      |
| 3                                                         | Hans Wilhelmi                                         | 1899–1970                                             | CDU                                                   | 4. Mai 1960                                           | 14. November 1961                                     |
| Bundesschatzminister                                      |                                                       |                                                       |                                                       |                                                       |                                                       |
| 4                                                         | Hans Lenz                                             | 1907–1968                                             | FDP                                                   | 14. November 1961                                     | 19. November 1962                                     |
| 5                                                         | Werner Dollinger                                      | 1918–2008                                             | CSU                                                   | 14. Dezember 1962                                     | 30. November 1966                                     |
| 6                                                         | Kurt Schmücker                                        | 1919–1996                                             | CDU                                                   | 1. Dezember 1966                                      | 21. Oktober 1969                                      |

## Beamtete Staatssekretäre
- 1950–1952: Walther Gase
- 1957–1961: Hans Busch
- 1962–1963: Hans-Hellmuth Qualen (FDP)
- 1963–1965: Ludwig Kattenstroth
- 1966: Rolf Thiessen
- 1966–1968: Wolfram Langer
- 1968–1969: Rudolf Vogel (CDU)